# Systellantha
Systellantha är ett släkte av viveväxter. Systellantha ingår i familjen viveväxter.
Kladogram enligt Catalogue of Life:
| Systellantha | \| \| Systellantha brookeae \| \| \| \| \| \| Systellantha fruticosa \| \| \| \| |
|              | \| \| Systellantha brookeae \| \| \| \| \| \| Systellantha fruticosa \| \| \| \| |
|              | Systellantha brookeae                                                            |
|              |                                                                                  |
|              | Systellantha fruticosa                                                           |
|              |                                                                                  |